# Пяски (гміна Свініце-Варцьке)
Пя́ски (пол. Piaski) — село в Польщі, у гміні Свіниці-Варцькі Ленчицького повіту Лодзинського воєводства.
Населення — 151 особа (2011).
У 1975—1998 роках село належало до Конінського воєводства.

## Демографія
Демографічна структура станом на 31 березня 2011 року:
|          | Загалом | Допрацездатний вік | Працездатний вік | Постпрацездатний вік |
| -------- | ------- | ------------------ | ---------------- | -------------------- |
| Чоловіки | 82      | 20                 | 54               | 8                    |
| Жінки    | 69      | 16                 | 32               | 21                   |
| Разом    | 151     | 36                 | 86               | 29                   |